# Antoine Buéno
Pour les articles homonymes, voir Bueno.
Antoine Buéno, né à Boulogne-Billancourt en 1978, est un essayiste, conseiller et conférencier français.

## Biographie

### Jeunesse et études
Antoine Buéno effectue ses études secondaires au lycée Fénelon. Il est diplômé de l'ESSEC Business School et de l'Institut d'études politiques de Paris (Science-Po, promotion 2001), où il côtoie Florian Zeller.

### Parcours professionnel
Il est spécialiste de l’utopie, qu’il a enseignée à Science-Po, et des grands enjeux d'avenir, de l'environnement et des nouvelles technologies, sur lesquelles il travaille en tant que conseiller au Sénat chargé du développement durable et de la prospective, pour le groupe politique Union Centriste. 
Auteur d'un Dictionnaire du futur, d'essais écologistes (sur la démographie ou la croissance durable), de romans d'anticipation, de pamphlets polémiques (sur Les Schtroumpfs ou l'abstention) et d'exercices de style satiriques (sur la droite ou l'éducation), il écrit par ailleurs pour le théâtre avant de se lancer sur scène dans l'adaptation de l'un de ses livres et de jouer son propre seul en scène qu’il joue à Paris au théâtre du point virgule. En 2014, Blanche Gardin fait sa première partie à la Nouvelle Seine.
Il crée en 2005 un prix littéraire, le prix du Style (arrêté en 2020).
Il joue le rôle d'un expert vétérinaire dans Victoria de Justine Triet (2016) puis celui de l'expert Balard dans Anatomie d'une chute, de la même réalisatrice, Palme d'or du festival de Cannes en 2023.

## Essais
En 2011, Antoine Buéno publie Le Petit Livre bleu  qui analyse la société des Schtroumpfs comme un archétype d'utopie totalitaire empreinte de stalinisme et de nazisme. Cet essai suscite une polémique en France et à l'étranger,,. En réponse aux critiques, Antoine Buéno précise que son livre est la première vraie monographie consacrée aux Schtroumpfs, mais que sa démarche n'est « pas dépourvue d'autodérision. ».
En 2017 sort No vote ! Manifeste pour l'abstention, préfacé par Michel Onfray. Dans le contexte de l'élection présidentielle, cet essai est aussi passablement médiatisé,. Il présente l'abstention comme un mouvement politique capable de se structurer pour devenir une force de pression et obtenir une démocratisation des institutions représentatives[réf. nécessaire].
En 2019, avec Permis de procréer, il défend l'idée que l'on peut défendre les droits de la nature, des enfants et des femmes en mettant en place un contrôle des naissances fondé sur un contrat de parentalité à l'échelle nationale, capable de lutter contre la maltraitance infantile, et un marché mondial des droits à procréer destiné à financer le planning familial et l'éducation des filles partout dans le monde.
En 2020, Antoine Buéno publie Futur, notre avenir de A à Z, un dictionnaire du futur,,. Il y développe un cadre d'analyse prospectif intermédiaire entre le scénario de l'effondrement, développé par la collapsologie, et celui de la singularité technologique, développé par le transhumanisme. Notre avenir serait un avenir "Janus", fait de contrastes abyssaux, par opposition aux scénarios "Icare", de l'effondrement, et "Prométhée" de la maîtrise technologique universelle.
En 2022, il sort L'effondrement (du monde) n'aura (probablement) pas lieu, essai qui se veut un contrepoint à celui de Pablo Servigne et Raphael Stevens Comment tout peut s'effondrer : petit manuel de collapsologie à l'usage des générations présentes. Son crédo est que l'effondrement est possible, mais pas inéluctable. Il y éclaire la notion d'effondrement en distinguant trois scénarios d'effondrement possibles. Et il défend l'idée que, pour éviter l'effondrement, la seule voie envisageable est la croissance durable⁣⁣, par opposition à la décroissance. Il tente de démontrer en quoi la décroissance est une illusion et ce que signifie une transition susceptible de conduire à une croissance durable et ses implications[réf. nécessaire].
En 2023, il publie Faut-il une dictature verte ? La démocratie au secours de la planète, livre dans lequel il défend l'idée que la transition environnementale est verrouillée par la complexité du système économique mondial et ne peut être déverrouillée que grâce à la démocratie directe et une réorientation du capitalisme. En effet, selon lui, seuls les pays occidentaux démocratiques peuvent assumer le rôle de locomotives de la transition à condition de passer à la démocratie directe, la démocratie représentative étant inadaptée pour prendre les mesures écologiques qui s'imposent. Et il défend une transition fondée sur une redistribution sociale et internationale menée grâce aux instruments de marché (et non une mise à bas du capitalisme) : taxe carbone, compte carbone, subvention sociale des biens décarbonés et soutien industriel aux filières vertes, libre échange sous condition de réciprocité écologique et sociale, finance durable[réf. nécessaire].

## Romans
En 2000, Antoine Buéno publie son premier roman, L'Amateur de libérines, ouvrage dans lequel il dépeint l'atmosphère mentale d'un narrateur aussi cynique et matérialiste que paumé, pour lequel le monde se réduit à sa plus simple expression biologique et physique.
Avec Spectateurs (2002), Buéno présente la fable déjantée et absurde d’un anti-héros en quête d'affirmation de soi.
Dans Le Triptyque de l'asphyxie (2005), il développe une triple utopie, passée, présente et future, celle d'un dément qui réunit un public féminin pour lui délivrer un message messianique, d'une chercheuse qui analyse la société des Schtroumpfs et d'une émission de télé-réalité où des candidats au suicide viennent s'exécuter devant des millions de téléspectateurs.
En 2009, il publie Le Soupir de l'immortel, avec une triple intrigue (amoureuse, politique et policière) se déroulant cinq siècles après Ford (XXVe siècle) dans un Paris peuplé d'immortels, d'intelligences artificielles, d'OGM et d'hologrammes publicitaires. Un univers à la rencontre du Meilleur des mondes d'Aldous Huxley et d'Alice au pays des merveilles de Lewis Carroll.
En 2014 sort Le Maître bonsaï, conte environnemental qui, au travers du portrait de cet étranger qu'est le Maître bonsaï, un être énigmatique, coupé de tout, seulement obnubilé par l'entretien de ses petits arbres, s'interroge sur la violence humaine et le danger qu'elle fait courir à la planète. En 2016, ce conte reçoit le grand prix des lectrices de la Plume Martraise, prix organisé par la bibliothèque municipale de Martres-Tolosane.

### Essais
- 2007 : Je suis de droite... et je vous emmerde !, éditions de L'Hebe (essai satirique)
- 2011 : Le Petit Livre bleu : analyse politique de la société des Schtroumpfs, éditions Hors collection, Pocket
- 2013 : Lecons de môvaise éducation (essai satirique), éditions Fayard
- 2017 : No vote ! Manifeste pour l'abstention, préface de Michel Onfray, éditions Autrement
- 2019 : Permis de procréer, éditions Albin Michel
- 2020 : Futur, notre avenir de A à Z, éditions Flammarion
- 2022 : L’effondrement (du monde) n’aura (probablement) pas lieu, Flammarion
- 2023 : Faut-il une dictature verte ? La démocratie au secours de la planète, Flammarion

### Romans
- 2000 : L'Amateur de libérines, éditions Gallimard
- 2002 : Spectateurs, éditions Nicolas Philippe
- 2005 : Le Triptyque de l'asphyxie, éditions de la Table ronde
- 2009 : Le Soupir de l'immortel, éditions Héloïse d'Ormesson - Pocket
- 2014 : Le Maître bonsaï, éditions Albin Michel ; rééd. Le Livre de poche Grand Prix des lectrices de la Plume Martraise.

## Médias
Le 20 novembre 2023, l'essayiste apparait dans En terres opposées — diffusé sur France 5 —, où il accepte de rentrer en contact avec une communauté de décroissants, dans le but que chacun échange sur sa perception du dérèglement climatique,.
En 2023 et 2024, Antoine Bueno est membre du comité de pilotage du groupe prospective des États Généraux de l’information.
Depuis 2022, il intervient dans l'émission 28 minutes sur Arte. Depuis 2023, il signe la rubrique « nos futurs » dans L’Opinion et intervient dans les duels de la matinale de France Inter. Depuis 2024, il est chroniqueur dans Autrement dit sur France Info télé. 